# 草鴞
草鸮（学名：Tyto longimembris），属于鸮形目中两科之一的草鸮科。牠們主要以小型囓齒動物為食。
雖然一些權威機構認為這種鴞與非洲草鴞（T. capensis）是同種，但另一些機構則認為它是一個有效的物種。

## 描述
草鴞是一種中等大小的鴞，大小類似於倉鴞。成年雄性體長從32至38 cm（13至15英寸）起，而較大的雌性體長可達35至42 cm（14至17英寸）。翼展約為100至116 cm（39至46英寸）。雌性體重為460 g（16 oz），而雄性體重為400 g（14 oz）。牠們的上半部分為深棕色或棕褐色，帶有淺色斑點。牠們的翅膀上有黑色和棕褐色的條紋，喙非常淡，腿部有羽毛，眼睛為深棕色。像所有草鴞屬的鴞一樣，牠有一個心形的臉盤，邊緣為棕褐色並帶有白色。

## 亚种
- ：分布于印度至印度支那半岛、苏拉威西岛、小巽他群岛、澳大利亚北部和东部。
- ：分布于中国东南部（云南东南部至江苏）和越南。
- ：台湾特有亚种。主要分布在南部丘陵地帶的草生地，由於遠看時臉部長得像猴子，常被叫作「猴面鷹」，是台灣唯一的地棲型貓頭鷹。2008年草鴞已經被列為第一級瀕危的保育物種。[7]
- ：分布于菲律宾群岛。
- ：分布于新几内亚。[8]

## 叫聲
草鴞的主要叫聲類似於許多其他草鴞屬鴞。一聲響亮的嘶嘶尖叫聲，但草鴞的尖叫聲比倉鴞更響亮，但比面罩鴞安靜。

## 狩獵
草鴞以小型哺乳類動物為食，尤其喜好捕食鼠類。在澳大利亞部分地區的研究表明，最常見的獵物是長毛鼠和蔗鼠。獵物是在空中飛行時被發現的。鴞用其長腿穿透密集的地面覆蓋物並抓住獵物。

## 繁殖
每年7到10月及12月到隔年4月是牠的繁殖季節，每窩約產4至6顆蛋。

## 棲地
這種鴞喜歡高草原和沼澤地。棲息區域包括在沼澤植被中形成的「隧道」系統內的壓平植被。巢穴也位於類似的環境中。
通常天黑後才會出來活動，天亮前返回棲地休息，是典型的夜行性鳥類。

## 分佈
草鴞生活在東亞、南亞和東南亞的部分地區、台灣、新幾內亞、菲律賓、澳大利亞（主要在昆士蘭）和西太平洋地區。

## 保護狀況
草鴞在全球範圍內被認為是「無危」物種，主要因為其廣泛的分佈範圍。然而，在澳大利亞，草鴞在《新南威爾士州瀕危物種保護法》（1995年）中被認為是易危物種。